# أندرياس باليولوج

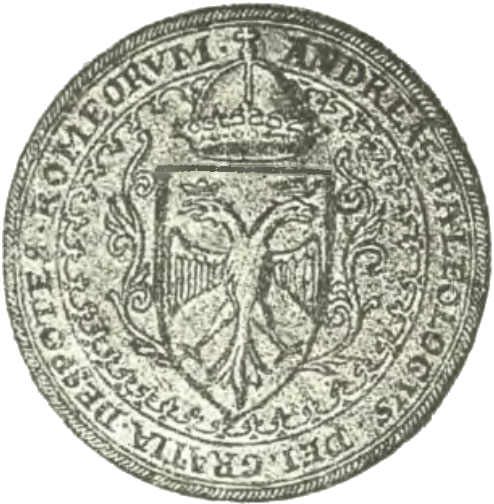
خاتم أندرياس على النمط الغربي، مع النسر الإمبراطوري ذي الرؤوس المزدوجة والنقوش اللاتينية «أندرياس باليولوج، بنعمة الله (By the Grace of God)، مستبد (Despot (court title)) من الروماوي (Byzantine Greeks)».

أندرياس باليولوج أو باليولوجوس ((باليونانية: Ἀνδρέας Παλαιολόγος)‏; أبجدية سيريلية صربية: Андреја Палеолог; 1453–1502) كان الإمبراطور البيزنطي المدعي (Pretender) وحاكم  ديسبوتات مورية من عام 1465 حتى وفاته في عام 1502.